# Bankkajen
Bankkajen er en kaj og gade, der går langs vestbreden af øen Helgeandsholmen i Gamla stan, der er den gamle del af Stockholm, Sverige.
Den fik navnet i 1925, efter andre forslag som Banknäset og Bankstranden var blevet foreslået. Kajen blev forstærket i 2002.